# Résine (peinture)
Pour les articles homonymes, voir Résine.
 (décembre 2023).
Si vous disposez d'ouvrages ou d'articles de référence ou si vous connaissez des sites web de qualité traitant du thème abordé ici, merci de compléter l'article en donnant les références utiles à sa vérifiabilité et en les liant à la section « Notes et références ».
Différentes résines sont utilisées en peinture afin de mettre au point des médiums à peindre et vernis. Elles sont de plusieurs types : naturelles (mastic, dammar, copal, ambre, gomme laque, colophane, sandaraque), synthétiques ou alkydes.

## Résines naturelles
Les résines sont des substances naturelles sécrétées par certains végétaux. Elles sont légèrement ambrées et se dissolvent facilement dans de l’alcool ou d'autres dissolvants. Elles produisent un film solide et très garnissant.
- Pour des médiums et vernis gras, on choisit des résines dures, solubles à chaud, dans l’huile. Elles offrent un film brillant, adhérant et très solide.
  - La résine copal est de teinte prononcée, à éviter donc avec les couleurs froides et claires. Elle garnit très bien et donne des vernis et médiums très durs et brillant. Son inconvénient : le film peut devenir cassant et s'assombrir en vieillissant.
  - L'ambre était prisée par Salvador Dalí, notamment pour les glacis[1].
- Pour des médiums et vernis maigres, on emploie des résines tendres, solubles à froid dans un solvant. Elles apportent du brillant et augmentent la transparence. Elles sont notamment appréciées pour les glacis. Mais avec l'âge, elles ont tendance à jaunir et à devenir insolubles.
  - La résine mastic était la favorite de Rubens. Elle est à la base des médiums-gel thixotropes. Elle donne des vernis et médiums très beaux, durs et brillants. Mais ils jaunissent avec le temps.
  - La résine dammar, apparue plus tardivement, est appréciée pour sa faible coloration. Elle donne un film souple, nerveux, garnissant. Elle est aussi beaucoup plus économique que la résine mastic dont elle est proche.

Début XIXe siècle en peinture et dorure, sont principalement utilisés dans la confection des vernis, la résine gutte, la résine animée (copal ou courbaril) et la résine élémie. La résine issue de la térébenthine n'est employée que dans des vernis communs (La térébenthine de Venise est la plus réputée). D'autres résines sont toutefois mentionnées: La résine gutte, la résine sandaraque, le sang-dragon, la gomme naturelle - dont la gomme-laque le mastic et la gomme adragante, le copal, le benjoin, le camphre, le latex (appelé caoutchouc), l'ambre jaune (appelée aussi Carabe) et l'huile de poix. Les résines sont dissoutes dans l'éthanol (l'esprit de vin et esprit de vin rectifié) ou d'autres liquides qui prennent le nom de dissolvant ou menstrue: la térébenthine (baras, galipot ou encens blanc), l'essence de térébenthine (Appelée essence, huile essentielle ou esprit de térébenthine), l'huile d'aspic, l'huile de lavande, et les huiles siccatives d'œillet, de lin.
La térébenthine, fluide visqueux, gluant, résineux, clair et transparent, que l'on tire du mélèze, du térébinthe, du pin, du sapin, etc. se compose de deux parties: la substance spiritueuse que l'on nomme essence de térébenthine, et la substance matérielle que l'on nomme arcanson ou colophane ; ces parties sont toutes deux propres à faire les vernis - La dernière se divise en plusieurs sortes, selon le degré de préparation qu'on y apporte. Lorsque la résine sort par incision et qu'elle se dessèche sur le corps de l'arbre, elle porte le nom de galipot; celle qui s'épaissit lorsque la sève sort fluide se nomme baras; La partie blanchâtre, un peu visqueuse, qui sort à une des extrémités de l'arbre lorsqu'on a mis l'autre extrémité sur le feu, se nomme poix résine blanche; l'huile noire que l'on obtient par la même opération, est celle qui entre dans la composition du goudron; et enfin une troisième partie se nomme poix noire ou poix de Bourgogne. La térébenthine est la base des trois espèces de vernis; elle leur procure le brillant, le liant et la limpidité exigibles - Toutes les autres résines ou gommes n'y sont employées que pour leur donner du corps et leur servir de siccatifs; Parmi les diverses sortes de térébenthines celle qui mérite la préférence est la térébenthine de Venise, comme étant la plus blanche et celle qui à plus de consistance - Elle est tirée de la résine de mélèze, de Larix decidua que l'on trouve dans les Alpes et en Savoie; la térébenthine de Strasbourg tient le second rang, parce qu'elle est plus liquide que la précédente; elle provient des sapins à feuille d'if qui croissent dans le nord de l'Allemagne, en Suisse et en Lorraine.

## Résines synthétiques
Elles sont dérivées des hydrocarbures. Résines acryliques ou cétoniques, elles s’apparentent aux résines tendres pour leur souplesse (sans toutefois les égaler) et avec l’avantage intéressant d’être incolores (mais sans garantie de non-jaunissement dans le temps). La résine cétonique est la plus employée.

## Résines alkydes
Ces résines synthétiques peuvent être modifiées aux huiles siccatives, elles réunissent donc sur la même molécule la fraction huile et résine. Pour fabriquer un médium, on n'a donc pas besoin d'ajouter de l’huile, ce qui rend leur utilisation plus facile quant au respect de la règle du gras sur maigre. Leur séchage est aussi plus rapide. Elles sont incolores, malgré leur couleur jaune ambrée, et produisent un film satiné. Elles sont à la base de nombreux médiums thixotropes.